# لوکا ساکی
لوکا ساکی (به انگلیسی: Luca Sacchi) (زادهٔ ۱۰ ژانویهٔ ۱۹۶۸) شناگر اهل ایتالیا بود.